# منطق ابرشهودگرایی
در منطق ریاضی، یک منطق ابرشهودگرایی، منطقی گزاره ایست که منطق شهودی را گسترش می‌دهد. منطق کلاسیک قویترین منطق ابرشهودگرایی سازگار است؛ لذا منطق‌های ابروشهودگرایی سازگار را منطق‌های میانه می‌گویند (این منطق‌ها، در میانه و بین منطق شهودی و منطق کلاسیک هستند).

## تعریف
یک منطق ابرشهودگرایی، یک مجموعهٔ L از فرمولهای گزاره‌ای در مجموعه‌ای شمارا از متغیرهای pi است که خواص زیر را برآورده می‌کنند:
۱. همه اصول موضوعه منطق شهودی متعلق به L؛
۲. اگر F و G فرمولهایی باشند که F و F → G هر دو متعلق به L باشند، آنگاه G نیز متعلق به L است (بسته تحت وضع مقدم)؛
۳. اگر ‏F(p1, p2, … , pn)‎ یک فرمول L بوده و G۱، G۲, … , Gn هر فرمولی باشند، در آنصورت ‏F(G1, G2, … , Gn)‎ متعلق به L است (بسته تحت جایگزینی).
چنین منطقی میانی است اگر علاوه بر این
۴. L مجموعه تمام فرمول‌ها نیست.